# 네그리튀드
네그리튀드(Négritude)는 세네갈의 레오폴 세다르 상고르, 마르티니크 시인 에메 세제르(Aimé Césaire), 프랑스령 기아나의 레옹 다마스가 속해있던 단체에 의해 1930년대 프랑스에서 발달한 문학과 정치 운동이다. 네그리튀드 작가들은 프랑스 식민지의 인종 차별 거부로서 공통의 흑인 전체성 속에서 일치를 발견하였다. 그들은 아프리카 디아스포라 구성원들이 공유하는 흑인 유산이 프랑스의 정치적이며 지능적인 패권과 지배에 반대하는 싸움에 있어 최고의 도구였다고 믿었다.
네그리튀드란 "흑인이라는 사실을 인식하여 흑인으로서의 우리의 운명, 우리의 역사, 우리의 문화를 수용"하는 것이다.
흑인의 독창적이고 고유한 문화를 부정하는 백인들에 맞서 흑인 문화와 예술의 고유한 '뿌리찾기 의 네그리튀드' 와 아프리카 흑인에 대한 지배를 영속화 하려는 제국주의에 맞선 '해방의 수단으로서의 네그리튀드'라는 두 가지 길을 상고르와 세제르가 제시하고 발전시켰다.

## 같이 보기
- 초현실주의